# Budapest Sportscarnok
Budapest Sportcsarnok – hala sportowa znajdująca się w Budapeszcie w latach 1982–1999. W hali rozgrywane były imprezy sportowe, m.in.: koszykówka, siatkówka, łyżwiarstwo figurowe i inne. Hala mogła pomieścić 12.500 widzów. 15 grudnia 1999 obiekt spłonął. W 2004 zastąpił go nowy sportowy obiekt Budapest Sports Arena.

## Budowa
- 1973 – Stołeczne władze podjęły decyzję o budowie wielofunkcyjnej hali sportowej, co zostało później potwierdzone przez kierownictwo rządu i partii.
- 1974 – Rozpoczęcie badań
- 1975 – W Moskwie podpisano porozumienie międzyrządowe o sowieckim wkładzie w budowę hali sportowej w Budapeszcie.
- 1977 – Państwowy Komitet Planowania zatwierdził inwestycję w wysokości 1 724 mln HUF
- 1977 – Rozpoczęcie prac rehabilicyjnych
- 1977 – Rada dzielnicy Zugló wydała pozwolenie na budowę hali
- 1978 – Rozpoczęcie budowy
- 1981 – Zakończenie budowy
- 1982 – Oficjalne otwarcie hali

## Ważniejsze wydarzenia sportowe na obiekcie
- W 1983 w Sportscarnok odbyły się halowe mistrzostwa Europy w lekkoatletyce
- W 1986 w Sportscarnok odbył się finał koszykarskiego pucharu Europy mistrzów krajowych pomiędzy klubami: KK Cibona Zagrzeb i Žalgiris Kowno.
- W 1988 w Sportscarnok odbyły się mistrzostwa Świata w łyżwiarstwie figurowym i halowe mistrzostwa Europy w lekkoatletyce.
- W 1989 w Sportscarnok odbyły się halowe mistrzostwa świata w lekkoatletyce

## Artyści występujący na Budapest Sportscarnok
Na obiekcie występowały następujące gwiazdy światowego formatu: Aerosmith, Ákos, Alvin Lee, Thomas Anders, Joan Baez, Spandau Ballet, Barry White, Leonard Bernstein, Black Sabbath, Boy George, James Brown, José Carreras, Joe Cocker, Cliff Richard, Miles Davis, Def Leppard, Deep Purple, Depeche Mode, DJ BoBo, Dire Straits, Duran Duran, Emerson, Lake & Palmer, Europe, Ferenc Demjén, Iron Maiden, Jamiroquai, Johnny Cash, Chuck Berry, Elton John, Rory Gallagher, Genesis, Ian Gillan, Green Day, Herbie Hancock, John Mayall, Kraftwerk, Kelly Family, Zsuzsa Koncz, Meat Loaf, Metallica, Omega, Jimmy Page (w duecie z Robertem Plantem), Pat Metheny Group, Luciano Pavarotti, Pearl Jam, Pet Shop Boys, Demis Roussos, Queen, Santana, Scorpions, Shakin’ Stevens, Simply Red, Supertramp, Talking Heads, Ten Years After, Tina Turner, Bonnie Tyler, UB40, Yes